# 위니 우드페커
위니 우드페커(Winnie Woodpecker)란 1940년대 미국의 애니메이션 유니버설 스튜디오 영화 우디 우드페커에서 등장하는 우디 우드페커의 여자친구이자 외톨이 우디 우드페커에게는 유일한 여자친구라고 할 수 있다.

## 성격
위니 우드페커의 경우는 성격이 얌체스럽지 않고 순진한 주인공이다. 그래서 일방적으로 등장할 경우에도 남을 해치거나 괴롭히는 일은 거의 없었고 심지어 skating By라는 에피소드에서는 배달주문을 할 경우에도 부지런하게 일하는 경우도 나온다. 그리고 Bad Hair day와 Winnie New car 등의 에피소드에서는 악당 버즈 버쩔드하고 마주쳐서 비록 속임을 당하는 경우도 많으나 해내는 경우가 많다. 에피소드 Medical Winnie Pig에서는 직접 병원가서 의사선생님과 직접 진단을 하지만 의사선생님이 제대로 된 책임과 행동을 못하여 위니 우드페커를 답답하게 하는 경우가 있는데 위니 우드페커가 자기와 똑같이 복제되는 여러 마리 우드페커가 나오는 버튼을 잘못 눌러서 여러 마리의 형태의 위니 우드페커가 나오면서 의사로 등장하는 조금 소름끼치는 장면도 나오기도 한다.

## 등장 시기
위니 우드페커의 경우는 우디 우드페커하고 같이 등장하는 일도 있지만 우디 우드페커가 나오는 경우에는 위니 우드페커는 별로 등장하지 않다. 하지만 우디 우드페커가 나오지 않은 대신 위니 우드페커가 주인공으로 나와 일방적으로 에피소드로 등장하는 경우는 많다. 그리고 위니 우드페커처럼 겉형태만 여자 딱따구리일 뿐 넛헤드와 스플린터라는 엑스트라 주인공들도 때로는 에피소드에 나오기도 한다.

## 같이 보기
- 우디 우드페커
- 넛헤드 & 스플린터